# Радвањ на Лаборецу
Радвањ на Лаборецу (слч. Radvaň nad Laborcom) насељено је мјесто са административним статусом сеоске општине (слч. obec) у округу Медзилаборце, у Прешовском крају, Словачка Република.

## Становништво
| Година:    | 1994. | 2004.   | 2014.   | 2024.    |
| ---------- | ----- | ------- | ------- | -------- |
| Број људи: | 571   | 591     | 575     | 517      |
| Разлика:   |       | +3,50 % | -2,70 % | -10,08 % |

| Година:    | 2023. | 2024. |
| ---------- | ----- | ----- |
| Број људи: | 517   | 517   |
| Разлика:   |       | +0 %  |

Према подацима о броју становника из 2024. године насеље је имало 517 становника.